# 大阪市立築港小学校
大阪市立築港小学校（おおさかしりつ ちっこう しょうがっこう）は、大阪府大阪市港区にある公立小学校。
港区の西部を校区としている。天保山周辺や海遊館周辺も校区に含まれている。

## 沿革
現在の学校敷地には太平洋戦争前まで、大阪市築港南国民学校があった。しかし戦災で港区が大きな被害を受けたことにより、当時20校あった区内の小学校が終戦直後に3校に統廃合された。築港南国民学校は1945年6月1日の第二次大阪大空襲で校舎を全焼し、また校区被害も甚大だったため、三先小学校に統合されて廃校となった。
戦後の地域復興により、旧築港南国民学校敷地に1952年5月23日、三先小学校分校を開設した。分校は1953年4月1日付で独立し、大阪市立築港小学校として新設開校した。

## 通学区域
- 大阪市港区 海岸通1丁目-4丁目、築港1丁目-4丁目。

卒業生は大阪市立築港中学校に進学する。

## 交通
- 地下鉄中央線 大阪港駅 南東へ約150m。